# Uno Sundelin (geolog)
Nils Gustaf Uno Sundelin, född den 21 april 1886 i Uppsala, död den 1 april 1926 i Mariannelund, var en svensk kvartärgeolog. 
Han disputerade för Rutger Sernander vid Uppsala universitet 1917, fick en docentur, men bytte ut denna mot lektorat först i Landskrona och från 1921 i Falun.
Under 1910- och 1920-talen bedrevs inom kvartärgeologin i Sverige ett omfattande arbete för att förstå det svenska klimatets historia alltsedan isavsmältningen. Uno Sundelin bidrog i hög grad till detta genom att samla ihop ett omfattande källmaterial, och han blev känd för att analysera sina prover med dåtidens modernaste tekniker, i samarbete med bland andra Lennart von Post och Astrid Cleve. Hans forskarkarriär blev dock kortvarig: 1921 fick han tuberkulos, och han vistades sedan på sanatorier i Sävsjö, Davos, Merano och till sist i Hässleby vid Mariannelund där han avled 1926. Sundelin är begravd på Uppsala gamla kyrkogård.